# 't Gaverhopke Kerstbier
 't Gaverhopke Kerstbier is een Belgisch bier van hoge gisting.
Het bier wordt gebrouwen in Brouwerij 't Gaverhopke te Stasegem. Het is een bruin kerstbier met een alcoholpercentage van 6,8% met nagisting op fles. Als basisbier wordt 't Gaverhopke Bruintje gebruikt, waaraan extra kruiden worden toegevoegd.